# جريس تاندا
 جريس تاندا  ( من مواليد 29 يناير 1994 في ليكاسي في زائير) هو لاعب كرة قدم كونغولي ديمقراطي لعب سابقاً في نادي الصقور السعودي.

## روابط خارجية
- جريس تاندا على موقع اتحاد السويد (السويدية)
- جريس تاندا على موقع قاعدة بيانات كرة القدم.إي يو (الإنجليزية)